# NoViolet Bulawayo
NoViolet Bulawayo, vlastním jménem Elizabeth Zandile Tshele (narozena 12. října 1981) je zimbabwská spisovatelka. V roce 2013 vydala román Chtělo by to nový jména (''We Need New Names''), který ji vynesl nominaci na prestižní Man Bookerovu cenu.

## Život
Bulawayo se narodila a vyrostla v Zimbabwe. Po dokončení střední školy odjela do Spojených států amerických, kde nastoupila na Kalamazoo Valley Community College. Později se začala věnovat studiu anglistiky a amerikanistiky. Z tohoto oboru získala bakalářský titul na Texas A&M University a magisterský titul na Southern Methodist University. V roce 2010 získala další magisterský titul v oboru tvůrčího psaní na Cornellově univerzitě. V témže roce publikovala v časopise Boston Review svou povídku „Hitting Budapest“.
S touto povídkou vyhrála o rok později prestižní cenu Caine Prize, což je ocenění pro nejlepší původní povídku napsanou v angličtině africkým spisovatelem. „Hitting Budapest“ se pak stala úvodní kapitolou jejího debutového románu Chtělo by to nový jména, který byl v roce 2013 nominován na Man Bookerovu cenu. Bulawayo s tímto románem slavila i další úspěchy: vyhrála například cenu PEN/Hemingway Award, udělovanou začínajícím autorům za jejich první literární počin, či Etisalat Prize for Literature, ocenění pro africké spisovatele.
V současné vyučuje tvůrčí psaní na Stanfordově univerzitě.

## Umělecký pseudonym
V roce 2014 uvedla NoViolet Bulawayo v pořadu Eat, Drink & Be Literary význam svého uměleckého pseudonymu. Violet bylo jméno její matky, která zemřela, když bylo NoViolet 18 měsíců, a s předponou „No-“ znamená toto jméno ve spisovatelčině rodném jazyce Ndebele „s Violet“. Bulawayo je spisovatelčino rodné město v Zimbabwe. NoViolet Bulawayo si tento pseudonym zvolila v době svého dlouhodobého pobytu ve Spojených státech amerických, protože chtěla jméno, které by vypovídalo o jejích kořenech a o zemi, která jí chyběla.

## Chtělo by to nový jména
Hlavní hrdinkou románu Chtělo by to nový jména, v originále We Need New Names, je dívka jménem Miláček, která vyrůstá se svými kamarády ve slumu poté, co jejich domy srovnaly se zemí ozbrojené síly režimu Roberta Mugabeho. Za své dětství je svědkem nejrůznějších drastických událostí, a sní o tom, že jednoho dne se dostane k tetičce, která žije v Detroitu. Když se jí však tento sen splní, Miláček postupně zjišťuje, že její idealistické představy o životě ve Spojených státech amerických nemají s každodenní realitou imigrantů příliš společného.
Ačkoliv Miláčkův osud je v některých bodech podobný životu samotné autorky, na otázku, zda se jedná o autobiografický román, odpověděla Bulawayo: „Ne tolik, jak si většina lidí myslí. V první části románu toho ze mě moc není. Měla jsem velmi normální a krásné dětství.“ V témže rozhovoru však také Bulawayo upozornila na věkový rozdíl mezi ní a Miláčkem: zatímco Bulawayo vyrůstala v Zimbabwe v 80. letech, kdy byla podle jejích slov tato země „opravdu funkční“, Miláček se narodila na přelomu tisíciletí. „Miláček nepoznala stabilitu, kterou zažila moje generace, takže tráví své dětství pod obrovským tlakem. Naše příběhy se trochu začnou prolínat až v momentě, kdy překročí americké hranice. Ale ani v této části románu jsem se nesnažila napsat autobiografický text.“
Kniha vyšla česky v roce 2015 v nakladatelství Odeon. Do češtiny ji přeložila Markéta Musilová.

### Zobrazení západního pohledu na třetí svět
V knize Chtělo by to nový jména v několika scénách vystupují zástupci západní civilizace a neziskových organizací, kteří sice zdánlivě chtějí místním pomoci, nicméně k nim přistupují přezíravě, např. si je fotí bez jejich souhlasu v dehonestujících podmínkách a situacích. Na otázku „Bylo jedním z Vašich cílů v tomto románu ukázat západnímu světu, jak dehumanizující může pro Zimbabwany takové focení být?“ odpověděla Bulawayo v rozhovoru pro Christiana Hartstella takto:
„Co se týká kultury nevládních organizací, které jezdí do 'třetího světa', zajímá mě zejména, jakým způsobem vizuálně zobrazují to, co vnímají jako 'jiné'. Nemyslela jsem asi přímo na Zimbabwe, protože tohle se děje všude. Chtěla jsem ale, aby se takový vetřelec/fotograf nad svým jednáním zamyslel. Přestaňte na chvíli myslet na sebe a svůj foťák - jaké by to asi bylo, být na té druhé straně, být tím, kdo je focen? Jaké by to bylo, kdyby Vás fotili bez Vašeho souhlasu, a všem by to bylo jedno? Jedno z dětí v knize říká, myslím, něco jako 'neziskovkářům je jedno, že se stydíme za svou špínu a roztrhané oblečení, že nechceme, aby nás fotili, a fotí nás stejně klidně dál.' Je to otázka moci a společenské výhody, otázka pocitu, že někdo má právo na tělo někoho jiného, a není to nic hezkého.
Dnes, v době sociálních sítí, lidé dávají na internet nejrůznější fotografie jiných lidí, které si vyfotili na dovolené, a z některých těch fotek by člověku bylo do pláče. Já téhle posedlosti úplně nerozumím, asi mi něco uniká. Ale jednu věc Vám řeknu: sama jsem přišla do Spojených států jako cizinka, člověk zvenčí, a opravdu jsem si nefotila Američany, zejména ty žijící v horších podmínkách, a ani se mi nezdá, že by to tady turisté dělali. Myslím, že je naší povinností zamyslet se nad některými z věcí, které provádíme druhým – násilí má mnoho podob.“

## Aktivismus ve věci AIDS
Na otázku, zda pracuje na další knize, odpověděla v rozhovoru pro internetový magazín Vela:
„Ano, pracuji na sbírce povídek o AIDS. Nejdřív to měl být memoár. Můj bratr zemřel na AIDS, když mi bylo 14 nebo 15. Sestra zemřela na AIDS, když už jsem žila tady [v USA]. Nemohla jsem jí jet ani na pohřeb. Mám velkou rodinu. Říkala jsem kamarádce: 'AIDS mi vzal asi dvacet lidí, no ano, nejméně dvacet lidí.' A ona na to: 'To není možné.' Ale je to tak. Nicméně dělá mi starosti to mlčení. Já jsem třeba nezažila, že bychom si sedli a jen tak začali mluvit o svých sourozencích. Je to kapitola, o které nemluvíme. Jako děti jsme si mysleli, že bratr má tuberkulózu. Až když zemřel, padla diagnóza AIDS. Já jsem se to dozvěděla až později, když jsem procházela otcovy věci. Ale dnes už lidé poznají, že AIDS je AIDS, a jsou schopni ho identifikovat, nicméně to mlčení stejně pořád přetrvává. Zrovna jsem se vrátila z domova. Kultura okolo sexu se proměňuje. Teenageři začínají být sexuálně aktivní čím dál dříve. Generace lidí, kteří se už narodili HIV-pozitivní, začíná mít zájem o sex. Opět se tu ukazuje důležitost aktivismu – tohle je jedna z věcí, o kterých musíme přemýšlet a mluvit.“